# 死亡之旅
《死亡之旅》（英語：Until Death）是一部2007年美國動作片，由賽門·費洛斯執導，丹·哈里斯和詹姆斯·波托雷斯（James Portolese）編劇，尚-克勞德·范·達美主演。劇情講述人見人厭的緝毒警探遭到墮落成為黑幫的老搭檔槍擊，奇蹟復生後決定利用自己的第二次機會修正過往的錯誤。電影在美國2007年4月24日以DVD首映發行。

## 演員
- 尚-克勞德·范·達美飾演安東尼·史托警探（Detective Anthony Stowe）
- 賽琳娜·賈爾斯（英语：Selina Giles）飾演薇萊莉·史托（Valerie Stowe）
- 史蒂芬·雷（英语：Stephen Rea）飾演蓋博爾·卡拉漢（Gabriel Callahan）
- 蓋瑞·比德爾（英语：Gary Beadle）飾演麥克·貝勒警長（Chief Mac Baylor）
- 馬克·戴蒙德（英语：Mark Dymond）飾演馬克·羅西尼（Mark Rossini）
- 史帝芬·羅德（英语：Stephen Lord）飾演吉米·麥帝納（Jimmy Medina）
- 威廉·艾許（英语：William Ash (actor)）飾演薩吉（Serge）
- 費歐娜·歐肖尼西（英语：Fiona O'Shaughnessy）飾演露西（Lucy）
- 瑞秋·格蘭特（英语：Rachel Grant）飾演瑪麗亞·朗森（Maria Ronson）
- 韋斯·羅賓遜（Wes Robinson）飾演查德·曼森（Chad Mansen）
- 亞當·利斯（Adam Leese）飾演范·赫夫爾（Van Huffel）
- 崔佛·庫柏（英语：Trevor Cooper）飾演華特·庫瑞（Walter Curry）
- 瑞秋·奧梅拉（Rachel O'Meara）飾演凱特·莫里斯醫生（Dr. Kate Morris）

## 外部連結
- 互联网电影数据库（IMDb）上《死亡之旅》的资料（英文）
- 爛番茄上《死亡之旅》的資料（英文）